# Wieprzów Ordynacki
Wieprzów Ordynacki (prononciation [ˈvjɛpʂuf ɔrdɨˈnat͡ski]) est un village de la gmina de Tarnawatka, du powiat de Tomaszów Lubelski, dans la voïvodie de Lublin, situé dans l'est de la Pologne.

## Administration
De 1975 à 1998, le village était attaché administrativement à l'ancienne voïvodie de Zamość.

Depuis 1999, il fait partie de la nouvelle voïvodie de Lublin.